# Lautsprecherbox

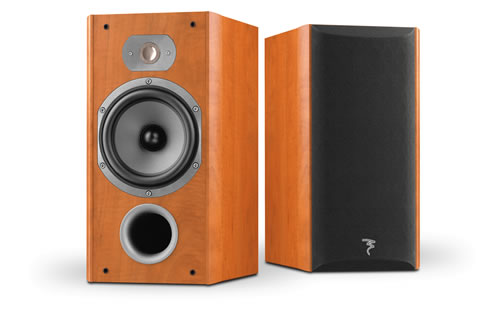
Für Stereo-Wiedergabe werden zwei gleiche Lautsprecherboxen benötigt (Zweiwege-Bassreflexboxen, links ohne Frontabdeckung)

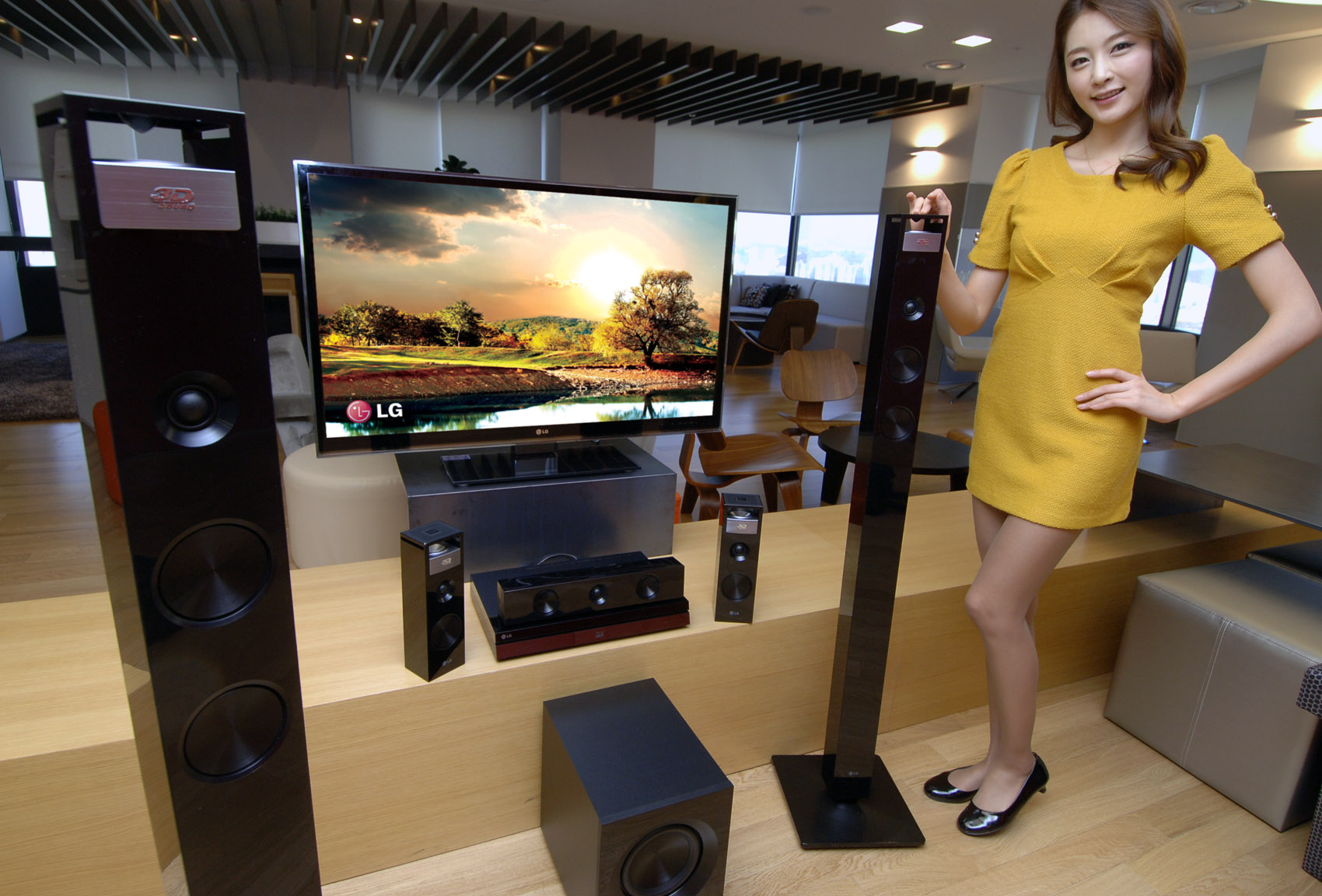
Modernes Lautsprecherset einer 5.1-Heimkinoanlage. Vorne links und hinten rechts stehen zwei schlanke Säulenboxen, mittig vorne der Subwoofer. Drei weitere Lautsprecher stehen direkt unter dem TV-Gerät.

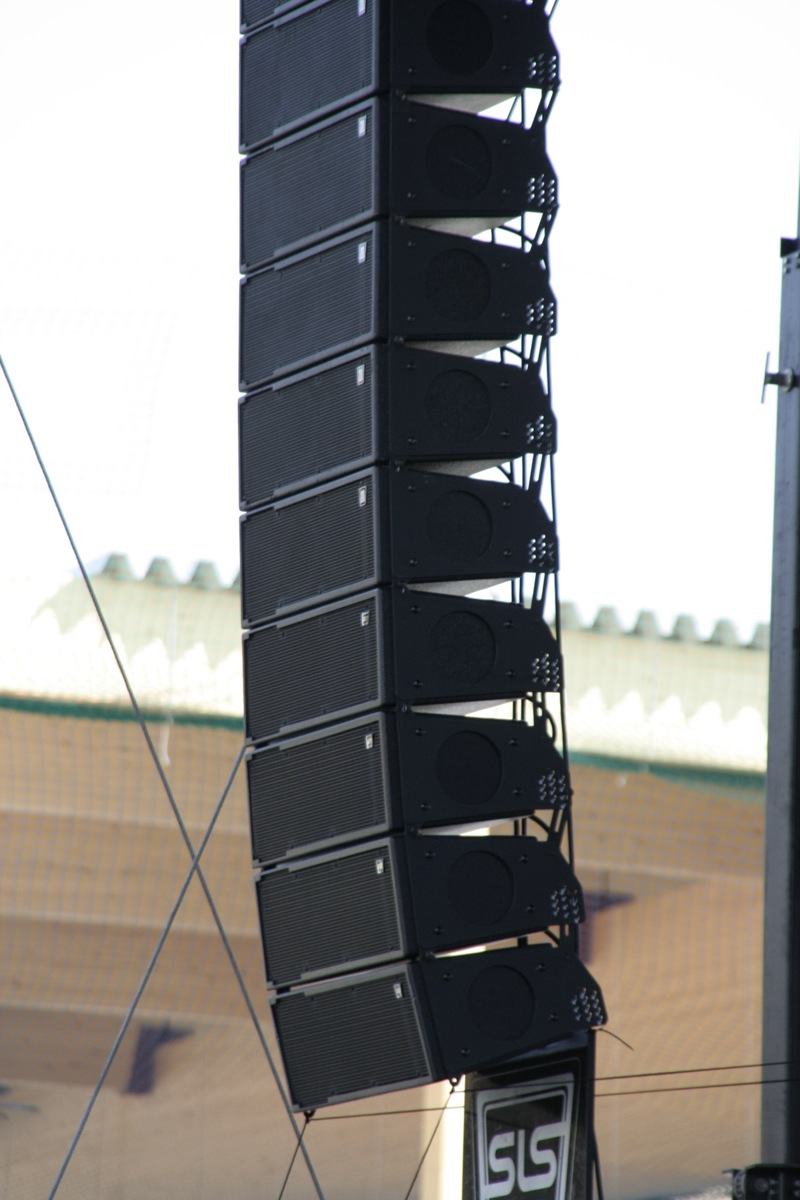
PA-Lautsprecherboxen als Line Array

Als Lautsprecherbox bezeichnet man die Einheit von Lautsprecher(n) und einem Gehäuse. In der Lautsprecherbox befindet sich in der Regel neben Verkabelung auch eine Frequenzweiche und außerdem Dämmstoff. In sogenannten Aktivboxen sind auch Verstärker enthalten. Im Sprachgebrauch werden Lautsprecherboxen oft vereinfachend Lautsprecher oder Boxen genannt.
Lautsprecherboxen sind, im Gegensatz etwa zu den integrierten Lautsprechern in einer Kompakt-Musikanlage, einzelne Elemente einer Stereo- oder Heimkinoanlage und werden räumlich separiert vom Verstärker aufgestellt. Bis etwa zu den 2000er Jahren wurden sie fast ausschließlich paarweise im Stereobetrieb genutzt. Mit der weiten Verbreitung der digitalen Heimkinoanlagen mit Raumklang, die mindestens sechs und mehr Lautsprecherboxen benötigen – etwa das bei DVDs verwendete Dolby Digital 5.1 sowie die 7.1-Mehrkanalformate bei der Blu-ray Disc – kamen auch zunehmend entsprechende Lautsprechersysteme auf den Markt. Unter anderem wegen der damit verbundenen Nutzung einer eigenen, einzelnen Subwoofer-Box für den Bassbereich (die Ziffer „1“ in 5.1/7.1) führte dies zu einer deutlichen Verkleinerung der typischen Ausmaße der beiden Haupt- bzw. Frontlautsprecher.

## Einteilungen
Lautsprecherboxen lassen sich vielen Kriterien gemäß differenzieren, die einander oftmals überschneiden. Je nach Interessenskreis (Anwender, Fachpresse, Hersteller) gibt es eine schwer überschaubare Anzahl von Bezeichnungen, die zudem nicht immer technisch informativ sind.

### Einteilung nach HiFi und PA
Eine erste grobe Trennung kann nach „Heimgebrauch“ (HiFi) und „öffentlichem“ Einsatzzweck (PA-Anlage, „Public Address“) vorgenommen werden.
Lautsprecher zur Beschallung von Konzerten und ähnlichem müssen speziellen Anforderungen genügen: Neben der möglichst hohen Schallausbeute (Maximallautstärke) stehen Robustheit und Funktionalität im Vordergrund. PA-Boxen müssen rauen Einsatzbedingungen standhalten (Witterung, Transport, häufiger Auf- und Abbau), und auch die Handhabung (Gewicht, eventuelle Stapelbarkeit) spielt eine wesentliche Rolle; Größe und Aussehen als ästhetische Fragen sind zweitrangig.
Die Trennlinie zwischen privatem und professionellem Einsatz ist schon schwerer zu ziehen. In Veranstaltungshallen, Kirchen oder Ausstellungsräumen kommen Boxen zum Einsatz, die zwar nicht PA-Bedingungen genügen müssen, dafür aber akustischen Besonderheiten; meist geht es dabei um die Vermeidung von Nachhall und sonstige Zentrierung der Wiedergabe (zum Beispiel bei „Soundduschen“). Während solche Boxen nur einen Teil des Hörspektrums abdecken, sind bei Studio-Monitorlautsprechern für Tonstudios wiederum besonders präzise Wiedergabe und HiFi-Qualitäten gefragt.
Dieser gesamte Artikel nimmt, wie die hier folgenden Einteilungen, hauptsächlich auf HiFi-Anwendungen bzw. Heimanwendungen von Lautsprecherboxen Bezug.

### Einteilung nach Breitband- und Instrumentenlautsprechern

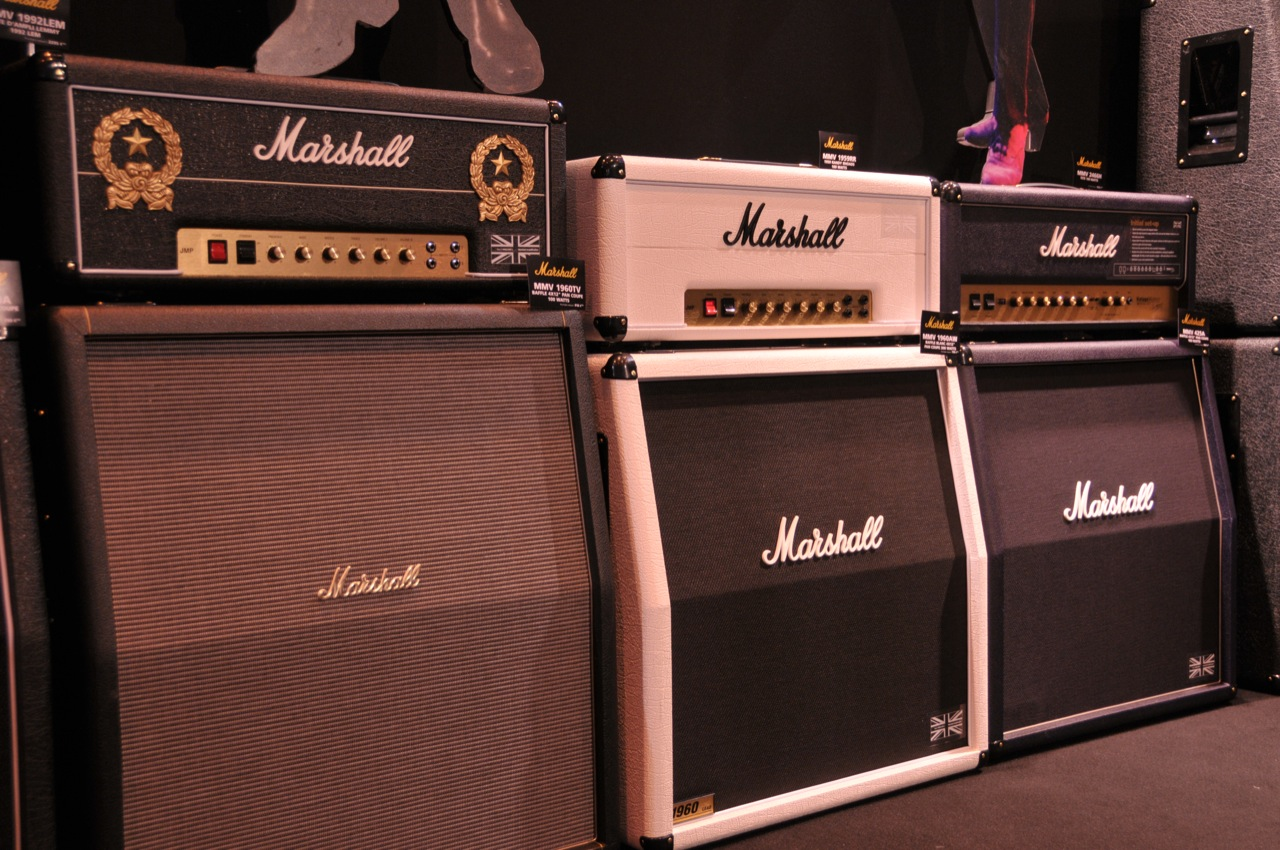
Gitarrenverstärker bestehend aus Verstärker und Lautsprecherbox

Sowohl HiFi als auch PA-Systeme zeichnen sich dadurch aus, dass nach Möglichkeit der gesamte für Musikwiedergabe relevante Frequenzbereich gleichmäßig wiedergeben wird. Insbesondere in PA-Systeme werden dafür auch häufig mehrere verschiedene, jeweils nur einen Frequenzbereich (z. B. Höhen, Mitten, Bässe) wiedergebende Lautsprecher kombiniert.
Eine Sonderstellung nehmen Instrumentenlautsprecher ein, von denen einige (z. B. für Keyboard, akustische Instrumente, teilweise auch für E-Bass) einen möglichst linearen Frequenzgang haben, andere (insbesondere für E-Gitarre, aber auch E-Bass) gerade aufgrund ihres spezifischen, nicht-linearen Frequenzgangs, mit häufig einem starken Abfall der Wiedergabe zu hohen Frequenzen, ausgewählt und genutzt werden.

### Einteilung nach Größe
Die bloßen Dimensionen einer Lautsprecherbox sagen wenig über ihre Wiedergabequalitäten aus. Generell gilt, dass vor allem für tiefe Frequenzen (Bass) bei gleicher Lautstärke deutlich mehr Luftvolumen verschoben werden muss; größeren Lautsprechern in größeren Gehäusen fällt diese Aufgabe tendenziell leichter.

#### Desktop-Lautsprecher

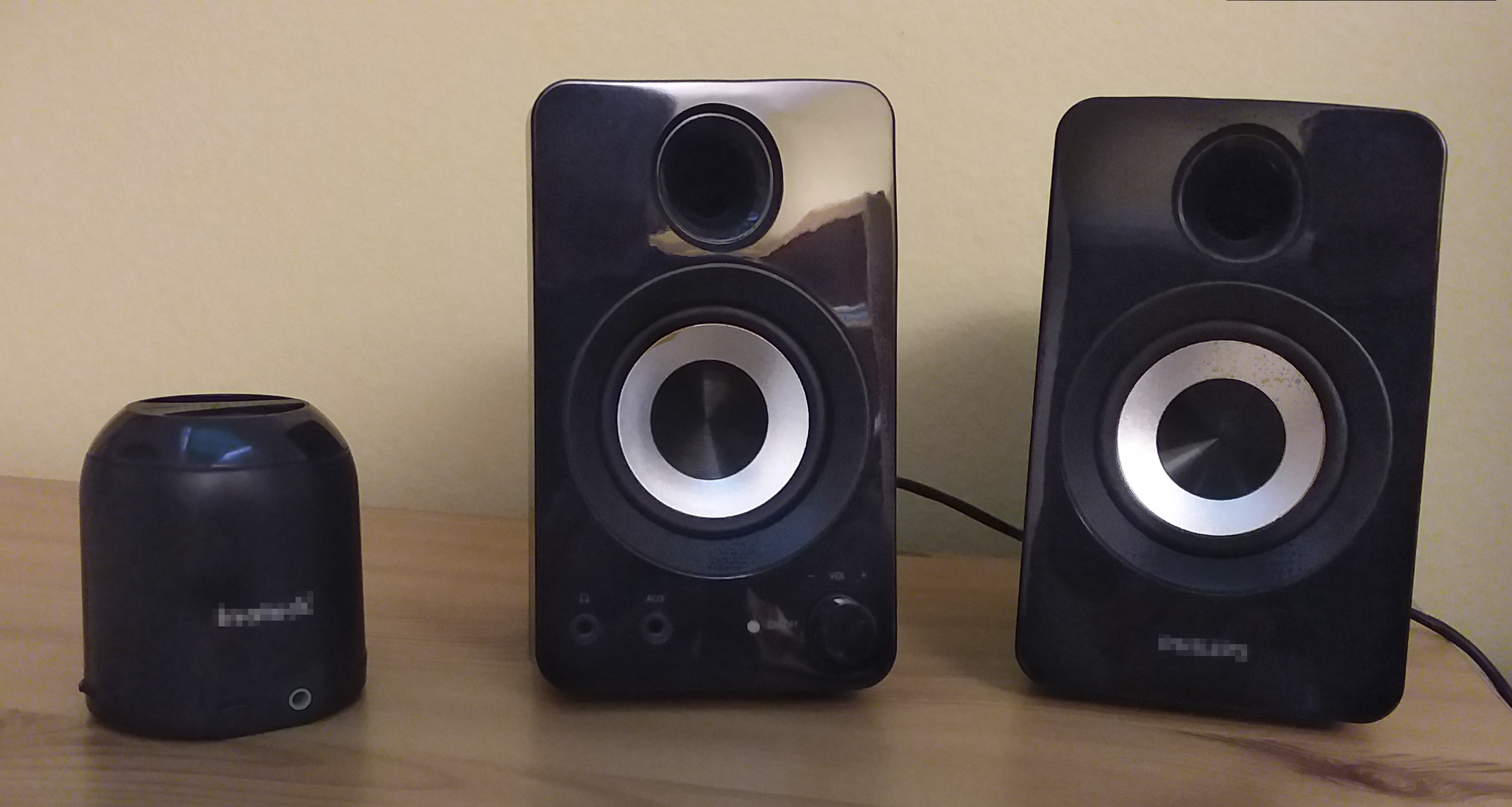
Beispiele für Desktop- beziehungsweise Kompaktlautsprecher: links eine Version, die über Bluetooth verbunden werden kann

Desktop-Lautsprecher dienen der Wiedergabe von PC-Klanginformationen, zum Beispiel von Websites oder Spielen. Da am Schreibtisch (englisch desk) wenig Platz ist und die Nähe keine hohen Lautstärken erfordert, sind sie meist nicht größer als ein Getränkekarton. Aufwändigere Versionen werden mit einem zusätzlichen kleinen Subwoofer geliefert.
Die billige Ausführung vieler handelsüblicher Geräte (umgangssprachlich Brüllwürfel; Plastikgehäuse, geringe Abmessungen) lässt praktisch keine HiFi-Wiedergabe zu. Gleiches gilt für viele Soundbars und Dockingstationen (iPod, Smartphone).

#### Kompaktlautsprecher
Kompaktlautsprecher können im Außenmaß vier oder auch vierzig Liter Volumen haben; entsprechend vielfältig sind die angebotenen Typen und Bezeichnungen. Gemeinsam ist ihnen, dass sie – als sogenannte Vollbereichslautsprecher – annähernd das gesamte menschliche Hörspektrum abdecken (sollen) und dass sie zur angemessenen Positionierung eine erhöhte Standfläche benötigen.
Die einfachsten Versionen sind mitgelieferte Boxen bei Kleinanlagen. Sie bieten oft keine HiFi-Wiedergabe.
Regallautsprecher reklamieren mehr Anspruch. Oft wird dieser Ausdruck für Boxen verwendet, die wegen ihrer geringen Größe eben „ins Regal passen“. Echte Regallautsprecher sind für eine wandnahe Aufstellung optimiert: Sie bieten erst dann einen ausgewogenen Frequenzgang, wenn angrenzende Flächen die Abstrahlung im Tief- und Mitteltonbereich unterstützen. Eine solche Abstimmung hat nichts mit der sonstigen Qualität zu tun; für freie Aufstellung konzipierte Boxen liefern im Regal unerwünschte Schallanteile („Blähbass“), und eventuell rückseitig angeordnete Bassreflexrohre verlieren ihre Funktion.
HiFi-Kompaktlautsprecher im engeren Sinne unterscheiden sich in Bezug auf Preis und Qualität kaum von Standboxen. Sie benötigen lediglich einen Ständer zur vertikal korrekten Positionierung (Faustregel: Hochtonlautsprecher auf Ohrhöhe, also etwa einen Meter über dem Boden).
Studiomonitore sind hochwertige HiFi-Kompaktlautsprecher, die zusätzlich auf einen linearen Frequenzgang im Nahfeldbereich hin optimiert wurden, also auch bei geringeren Hörabständen als im üblichen Stereodreieck einen ausgewogenen Frequenzgang liefern. In Werbeprospekten wird der Begriff manchmal irreführend für schlichte Kleinboxen verwendet.

#### Standlautsprecher
Standboxen sind meist mindestens 90 cm hoch, benötigen zur korrekten Positionierung also keinen zusätzlichen Unterbau: Sie „stehen“ eben auf dem Boden. Das Spektrum reicht von kleinen, zierlichen Säulen bis hin zu übermannshohen Konstruktionen mit hunderten Litern Volumen.
In Bezug auf bestmögliche Klangreproduktion auch bei höheren Pegeln sind Standlautsprecher die erste Wahl; in dieser Kategorie finden sich auch die teuersten HiFi-Boxen. Da jedoch die Dimension des zu beschallenden Raumes eine entscheidende Rolle spielt, können große Boxen in kleinen Zimmern schlechtere Ergebnisse liefern als hochwertige Kompaktlautsprecher.

#### PA-Lautsprecher
PA-Lautsprecher sind Teil einer PA-Anlage und dienen der Wiedergabe von Sprache oder Musik an ein Publikum. Typischerweise werden verschiedene Lautsprecher für den Tiefton- und den Hochton-Bereich genutzt. Bei größeren PA-Anlagen werden mehrere Hochton-Lautsprecher als Line Array untereinander gehängt.

### Einteilung nach Anzahl der Boxen
Falls man Radioapparate und Ähnliches nicht als Spezialfall einer „Aktivbox mit zusätzlicher Elektronik“ betrachtet, sind Einzelboxen im Heimgebrauch auf Kleingeräte wie Soundbars beschränkt.

#### Stereo
Die Zweikanal-Variante ist die klassische Version zur räumlichen Wiedergabe (Stereofonie). Es kommen dabei zwei baugleiche Boxen – manchmal mit spiegelbildlicher Chassisanordnung, falls diese nicht symmetrisch ist – zum Einsatz.
Das Stereopaar kann durch einen oder mehrere Subwoofer ergänzt werden. Wenn die Stereoboxen von vornherein für eine solche Kombination gedacht sind, nennt man sie Satelliten: Ihr unterer Übertragungsbereich endet dann mit dem Grundton-Spektrum, etwa um 80 Hz. Die Kombination wird auch als „Sub/Sat-System“ bezeichnet.
Grundsätzlich profitieren beliebige Vollbereichs-Boxen ebenso von Subwoofer-Unterstützung, wenn die klangliche Anpassung stimmt (Pegelabgleich, Phasenlage).

#### Mehrkanal
Dass sich die räumliche Abbildung noch deutlich verbessern lässt, wenn sich mehrere Lautsprecherboxen rund um den Hörplatz verteilen, ist evident – vorausgesetzt allerdings, auch die Aufzeichnung enthält bereits entsprechend unterschiedliche Tonspuren. An dieser Vorgabe scheiterte letztlich das in den 1970er-Jahren eingeführte Quadro-System; nach dem Umweg über Kino-Formate fanden jedoch seine Nachfolger als Mehrkanal-Systeme auch Eingang in den Heimgebrauch. Heute werden solche Boxengruppen meist zur Wiedergabe von Filmton rund um Fernsehgeräte eingesetzt.
Bei allem Durcheinander der Bezeichnungen („Surround“, „Pro Logic“, „DTS“, „THX“, „7.1“ etc.) lassen sich hier im Wesentlichen vier Arten von Lautsprecherboxen unterscheiden:
- die Frontlautsprecher („Hauptlautsprecher“, „Main Speaker“) entsprechen den üblichen Stereoboxen (siehe oben)
- die Centerbox („Center Speaker“) wird mittig vor dem Hörplatz positioniert und dient hauptsächlich zur Wiedergabe des Stimmenspektrums
- Effektlautsprecher („Rear Speaker“) links und rechts hinter dem Hörplatz decken meist nur einen begrenzten, mittleren Frequenzbereich ab
- Subwoofer geben nur die tiefsten Frequenzen wieder; da diese akustisch nicht direkt lokalisierbar sind, ist die Positionierung solcher Lautsprecher relativ unkritisch

Am Gebräuchlichsten sind sogenannte 5.1-Systeme, bestehend aus je zwei Front- und Effektboxen sowie einem Subwoofer und einer Centerbox. Es gibt jedoch auch wesentlich aufwendigere Gruppierungen, mit fünf Vollbereichs-Lautsprechern, vier Effektboxen (siehe „7.1“) und einer Vielzahl von Subwoofern.

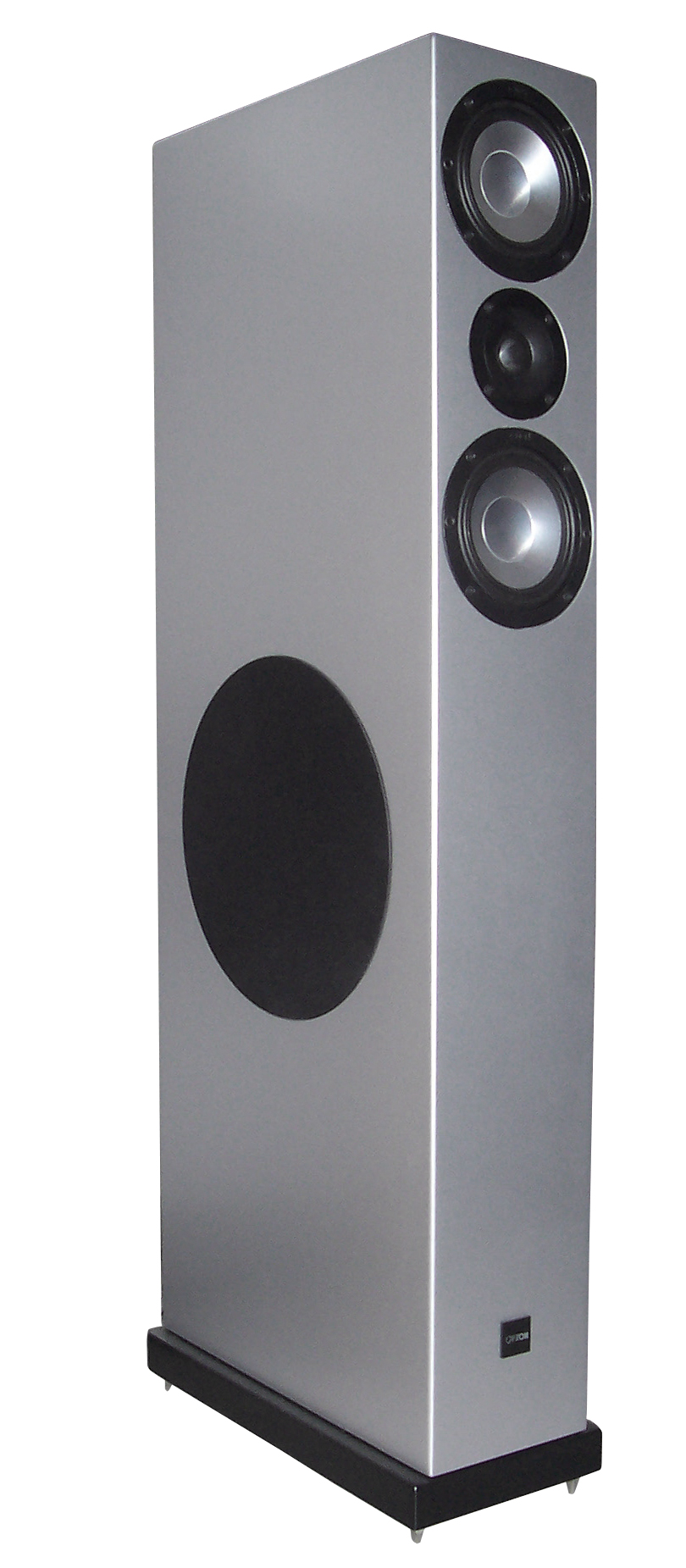
3-Wege-Standbox mit vier Chassis: zwei Mitteltöner, dazwischen ein Hochtöner, seitlich ein Tieftöner

### Einteilung nach Anzahl der Wege
Mit einem einzigen Lautsprecher lässt sich das gesamte Hörspektrum nur eingeschränkt wiedergeben. Große Membranflächen, die das für Bässe nötige Luftvolumen verschieben können, bündeln den Schall bei höheren Frequenzen stark; Konusmembranen haben zudem mit Partialschwingungen zu kämpfen. Kleine Membranflächen können raschen Auslenkungen leichter folgen und weisen ein besseres Rundstrahlverhalten auf, schwächeln aber bei der Basswiedergabe.
Aus diesem Grund werden Einzellautsprecher („Chassis“) seitens ihrer Hersteller vorzugsweise für die Reproduktion spezifischer Frequenzbereiche optimiert. In Lautsprecherboxen finden sich daher meist mehrere Chassis unterschiedlicher Formen und Größen, die jeweils auf unterschiedliche Frequenzbereiche spezialisiert sind. Die Boxenhersteller ihrerseits entscheiden, welche Bereiche den einzelnen Chassis dort dann tatsächlich zugewiesen werden – und zwar mittels der Frequenzweiche, die das Verstärkersignal in getrennte Wege („Zweige“ genannt) aufteilt.
Dabei kann ein Frequenzweichenzweig auch mehrere Lautsprecher parallel ansteuern; andererseits benötigen Lautsprecher wie Koaxialchassis mehr als einen solchen Zweig. Daher muss die Anzahl der Chassis nicht mit der Anzahl der Wege übereinstimmen.

#### Breitbänder-Box
Eigentlich müsste sie „Einwege-Box“ heißen; im Sprachgebrauch ist die Bezeichnung Breitbandlautsprecher üblich. In diesen Boxen ist ein einzelner Wandler für die Wiedergabe des gesamten Frequenzbandes zuständig, eine Frequenzweiche ist damit entbehrlich. Man findet dieses Prinzip meist bei einfachen Lautsprechern und bei kleinen Satellitenlautsprechern, allerdings auch bei einigen höherpreisigen HiFi-Lautsprechern, die bewusst so entwickelt wurden, um negative Effekte von Mehrwegelautsprechern zu vermeiden. Meist ist das Gehäuse dann als Horn oder Transmission Line konstruiert, um den rückwärtig abgestrahlten Bassanteil möglichst effizient zu nutzen. Prinzipbedingt eignen sich Breitbandlautsprecher weniger für höhere Schalldrücke, da die geschilderten Nachteile mit zunehmender Auslenkung der Membran überproportional ansteigen, andererseits können sie bei Beschränkung auf Zimmerlautstärke klarer klingen als Mehrwegeboxen, weil die dort unvermeidlichen Verfälschungen durch Frequenzweiche und überlappende Bereiche unterbleiben.

#### Zweiwege-Box
Hier kommen im Allgemeinen ein Bass/Mittelton- und ein Hochtonlautsprecher zum Einsatz. Nach diesem System sind die meisten Kompaktboxen aufgebaut. Kombiniert wird im Allgemeinen ein 19- bis 28-mm-Kalottenhochtöner mit einem 10- bis 22-cm-Konustieftöner. Verwendung findet dieses Prinzip sowohl bei Regallautsprechern als auch bei kleinen Standboxen.
Beispiel
- 1"-Kalotten-Hochtöner: 2 kHz … 20 kHz
- 8"-Konus-Tiefmitteltöner: 40 Hz … 2 kHz

#### Zweieinhalbwege-Box
„Halber Weg“ bedeutet, dass sich zwei der Frequenzwege überschneiden (teilweise parallel arbeiten). In der Praxis handelt es sich meist um eine Box mit drei Lautsprechern: Einem Hochtöner und zwei (meist baugleichen) Bass/Mitten-Wandlern, wobei einer davon nur den Tieftonbereich abdeckt, der zweite aber Tiefton und Mitten.
Beispiel
- 1"-Kalotten-Hochtöner: 2 kHz … 20 kHz
- 6"-Konus-Tiefmitteltöner: 40 Hz … 2 kHz
- 6"-Konus-Tieftöner: 40 Hz … 400 Hz

Eine weitere Möglichkeit ist es, beide den Hochtöner umrahmenden Tiefmitteltöner parallel zu betreiben. Das nennt man D’Appolito-Anordnung.
Je nach Anzahl der Tieftöner erhält man Zweiwege- oder Zweieinhalbwege-Lautsprecherboxen.
Beispiel
- 6"-Konus-Tiefmitteltöner: 40 Hz … 2 kHz
- 1"-Kalotten-Hochtöner: 2 kHz … 20 kHz
- 6"-Konus-Tiefmitteltöner: 40 Hz … 2 kHz
- 6"-Konus-Tieftöner: 40 Hz … 400 Hz

#### Dreiwege-Box
Der Dreiwege-Lautsprecher hat zur besseren Übertragung aller Frequenzen einen Hochtöner, Mitteltöner und Tieftöner. Die Bestückung erfolgt üblicherweise als Kalottenhochtöner im 1-Zoll-Format, Mitteltöner im Format 4 bis 6,5 Zoll und Tieftöner im Format 6,5 bis 12 Zoll. Die Zuweisung der Frequenzbänder zu den unterschiedlichen Lautsprechern übernimmt eine Frequenzweiche mit vom Entwickler festgelegten Trenn- bzw. Übergabefrequenzen. Mittel- und Hochtöner sind in manchen Konstruktionen als Koaxialchassis verbaut. Wie das Bild rechts zeigt, können dabei auch mehr als drei Lautsprecher zur Anwendung kommen: Die beiden Mitteltöner der Box arbeiten parallel am selben Zweig. (Ihre Gruppierung um den Hochtöner nennt man D’Appolito-Anordnung.)
Beispiel
- 1"-Kalotten-Hochtöner: 2 kHz … 20 kHz
- 5"-Konus-Mitteltöner: 200 Hz … 2 kHz
- 10"-Konus-Tieftöner: 40 Hz … 200 Hz

Neben Konus-Mitteltönern gibt es auch Kalotten-Mitteltöner. Systeme damit sehen im Allgemeinen so aus:
Beispiel
- 1"-Kalotten-Hochtöner: 2 kHz … 20 kHz
- 3"-Kalotten-Mitteltöner: 500 Hz … 2 kHz
- 12"-Konus-Tieftöner: 30 Hz … 500 Hz

#### Sonstige
Die Anzahl der Wege kann man weiter erhöhen, um
- die maximal abstrahlbare Schallleistung zu erhöhen,
- Intermodulationen zu verringern und
- ein gleichmäßigeres Abstrahlverhalten zu ermöglichen.

Lautsprecherboxen mit mehr als drei Wegen finden sich eher im oberen Preissegment. Das Zusammenspiel mehrerer Wandler abzustimmen erfordert jedoch hohen Aufwand: Frequenzweichen können die Abschnitte nicht wie Tortenstücke unterteilen, es gibt stets mehr oder weniger breite Überlappungsbereiche. Die Probleme bezüglich Harmonisierung von Lautstärke, Phasenlage und vielem Anderen mehr addieren sich mit jedem weiteren Zweig. Zur HiFi-getreuen Wiedergabe gehört jedoch ein möglichst linearer Frequenzgang, und zwar nicht nur unmittelbar vor der Box, sondern auch seitlich, etwa im 30°-Winkel. Im Gegensatz zu Multiweg-Konstruktionen – wie sie in den 1980er Jahren beliebt waren – werden daher heute bei qualitativ hochwertigen Boxen nur mehr so viele Wandler und Zweige eingesetzt, wie effektiv nötig.
Prinzipiell kommt man auch schon mit Drei-Wege-Konstruktionen sehr weit. Im Bereich von PA- und Bühnenbeschallung arbeitet man meist mit wirkungsgradoptimierten Drei-Wege-Konstruktionen.

### Einteilung nach Gehäuse-Bauart
Neben seiner schlichten Halterungsfunktion für die Chassis dient das Gehäuse dazu, die Wiedergabecharakteristik der Lautsprecher zu beeinflussen; vor allem zur Verstärkung des Tieftonbereiches:
- offenes Gehäuse / Schallwand
- Geschlossene Gehäuse beschränken sich dabei weitgehend auf die Unterbindung des akustischen Kurzschlusses
- Bassreflex-Gehäuse nutzen zudem den rückwärtig abgestrahlten Schallanteil, indem sie einen Bassreflexkanal als Resonator einsetzen; man erkennt sie an dem typischen „Loch“
- Doppel-Bassreflex-Gehäuse
- einfach ventiliertes Bandpassgehäuse (Bandpass 4. Ordnung)
- beidseitig ventiliertes Bandpassgehäuse (Bandpass 6. Ordnung)
- Transmissionline-Gehäuse sind im Inneren als ein sich hinter dem Chassis verjüngender Kanal aufgebaut; eine schmale Queröffnung gibt den zusätzlichen Bassanteil wieder
- Horn-Gehäuse erreichen das Ziel quasi umgekehrt: Die Schallführung beginnt innen eng und erweitert sich immer mehr, bis hin zum großen, sichtbaren Hornmund

Im letzten Fall ist allerdings meist ein „rearloaded horn“ gemeint. Auch die anderen Typen können in Aufbau und Erscheinungsbild stark variieren.
Der Beeinflussung des frontseitig abgestrahlten Schalls wiederum dienen nicht nur – zur Verstärkung – verschiedene Hornkonstruktionen, sondern beispielsweise auch Rundumstrahler: Hier geht es um gleichmäßiges Abstrahlverhalten, was meist über Dispersionskegel realisiert wird.

### Einteilung nach spezieller Anwendung
- Subwoofer sind Spezial-Lautsprecher zur Unterstützung von kompakteren Vollbereichslautsprechern am unteren Frequenzende.
- PA-Lautsprecher (PA steht für Public Address) werden zur Beschallung von Konzerten und Veranstaltungen verwendet.
- Studiolautsprecher dienen bei der Musikproduktion zum Abhören auch unfertiger Mischungen und Einzelsignale.
- Spritzwassergeschütze bzw. Unterwasser-Lautsprecher sind Lautsprecher, die feuchtigkeitsresistent sind bzw. an die Erfordernisse der Schallabstrahlung unter Wasser optimiert sind.

## Speisung

### Passivboxen
Typische Passivboxen bekommen das Signal von einem externen Verstärker an die Eingangsbuchsen geliefert und verteilen es über die Frequenzweiche an ihre Lautsprecher.
Zwei- und Mehrwege-Passivlautsprecher trennen das von einem externen Leistungsverstärker bereitgestellte Signal mit Hilfe von Kondensatoren, Spulen und Widerständen, selten per Transformatoren auf.
Selten findet man ein Entzerrnetzwerk, was vor dem Endverstärker eingeschleift wird.

### Teilaktive Boxen
Teilaktive Lautsprecher sind Lautsprecher mit einer eingebauten zusätzlichen Endstufe, meist für den Bass- oder Tiefbassbereich, während Mittel- und Hochtöner extern angesteuert werden.
Man kann auf diese Weise zum einen den Endverstärker entlasten und hat zum anderen die Möglichkeit, den Bassbereich zu entzerren.
Passivlautsprecher mit zusätzlichem aktivem Subwoofer funktionieren nach dem gleichen Prinzip, nur dass sich dort der Tiefbassbereich nicht im selben Gehäuse befindet.

### Aktivboxen
Als Aktivboxen bezeichnet man Lautsprecherboxen, die alle notwendigen Endstufen eingebaut haben (sie benötigen also eine zusätzliche Energieversorgung).
Die Ansteuerung erfolgt mit Kleinsignalen (Cinch) oder digital per Kabel/Faser/Computerschnittstelle/drahtlos. Letzteres ist nur bei Aktivlautsprecher überhaupt möglich.
Aktivlautsprecher können ohne passive Frequenzweiche(n) auskommen, wenn jeder Frequenzbereich eine eigene Endstufe hat. Es ist allerdings auch möglich, Chassis per passiver Frequenzweiche zu trennen. Im Allgemeinen werden Aktivlautsprecher zusätzlich aktiv entzerrt. Entzerrung wie Chassisauftrennung kann elektronisch per Aktivfilter wie auch per DSP erfolgen.
Das bekannteste Beispiel für eine Aktivbox ist der (aktive) Subwoofer, wie er in üblichen Surroundanlagen zum Einsatz kommt. Auch Funkboxen – die das Signal also nicht über Kabel erhalten – haben eingebaute Leistungsverstärker.
Die technisch korrekte Differenzierung zwischen „aktiv“ und „passiv“ ist jedoch komplizierter. Als „aktiv angesteuert“ bezeichnet man einen Lautsprecher nämlich dann, wenn sich zwischen dem Ausgang des Leistungsverstärkers – egal, ob der nun in die Box eingebaut ist oder nicht – und den Anschlüssen des Chassis keine Frequenzweichenbauteile befinden. Der Vorteil eines solchen Betriebes liegt in der besseren Kontrolle des Lautsprechers durch den Verstärker (höherer Dämpfungsfaktor). Eventuelle Bearbeitungen des Frequenzbereiches finden im Signalweg vor der Endstufe statt.
Beim klassischen Subwoofer trifft das zu: Ihm genügt ein NF-Signal vom Ausgang eines Vorverstärkers oder Ähnlichem (optionale „Hi Level“-Anschlüsse transformieren Endstufen-Signale auf NF-Niveau). Dann bearbeitet eine aktive Schaltung den Frequenzgang, und der Lautsprecher wird direkt vom Ausgang des Subwooferverstärkers angesteuert. Mehrwege-Boxen mit nur einem eingebauten Verstärker für alle Chassis hingegen fallen unter Passivbetrieb, weil sich vor den Lautsprechern noch eine Weiche befindet.

#### Weitere mögliche Funktionen
- Fernbedienung
- Lautstärkeregelung (bei digitaler Zuspielung erforderlich)
- Umschalten zwischen verschiedenen Frequenzgängen und Abstrahlverhalten
- Temperaturüberwachung der Lautsprecher, um Zerstörung zu vermeiden, gegebenenfalls Trennfrequenzen anzupassen und temperaturabhängige Parameter zu kompensieren
- Überwachung der Membranauslenkung, um Zerstörung zu vermeiden und gegebenenfalls Trennfrequenzen anzupassen

## Frequenzweiche
Die Frequenzweiche ist ein Filter, welches den Frequenzgang des Eingangssignals in verschiedene Frequenzbereiche für die einzelnen Lautsprecherchassis aufteilt.

### Passive Frequenzweiche

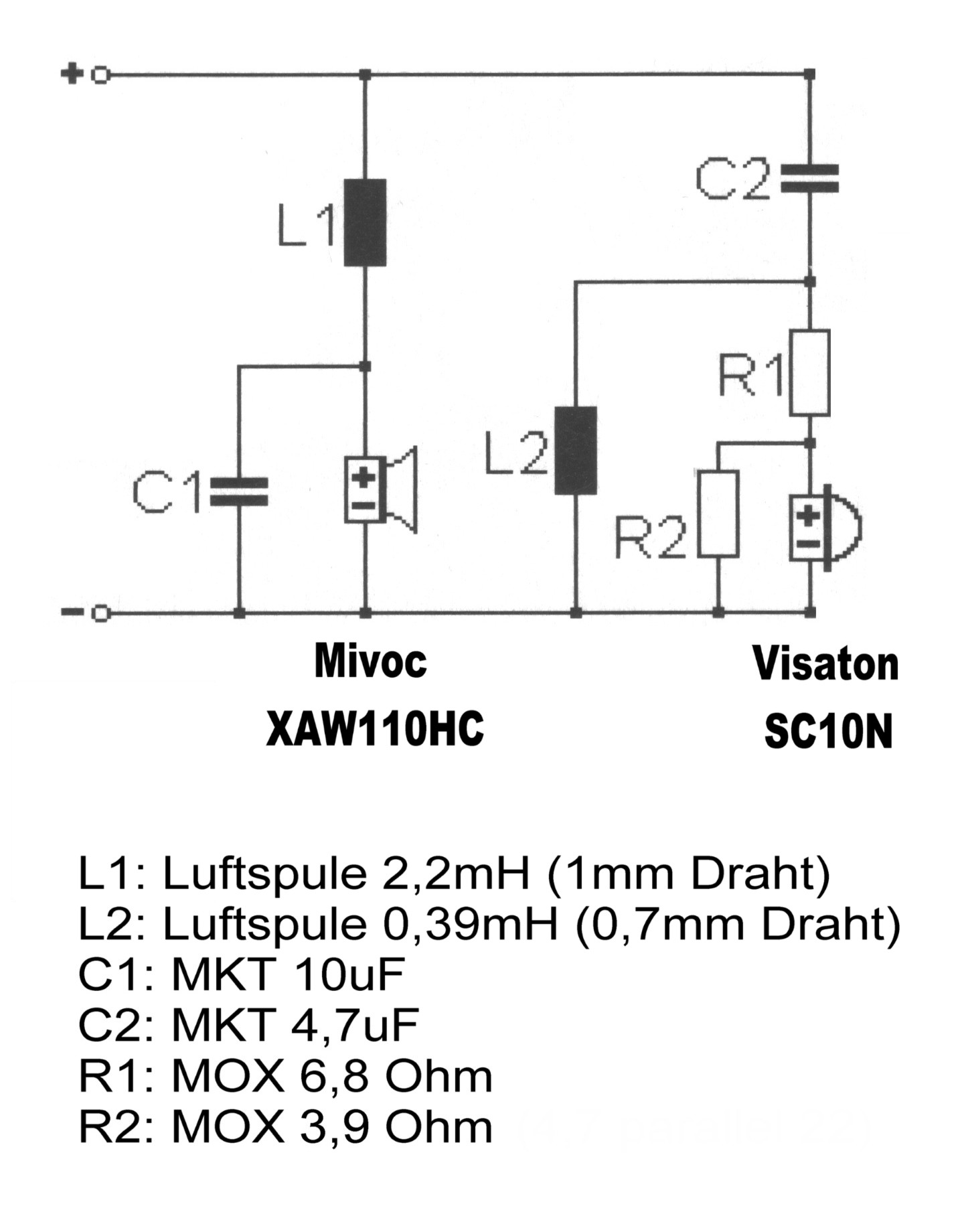
Schaltplan einer passiven Zweiwege-Frequenzweiche
(12 dB/Okt, mit Pegelabsenkung des Hochtonzweiges)

Die einfachste Form einer nachgeschalteten Passivweiche in einer Zweiwege-Box besteht aus einer Spule im Signalweg des Tiefmitteltöners und einem Kondensator vor dem Hochtöner: Die zwei – jeweils in Serie zum Lautsprecher geschalteten – Bauteile sorgen dafür, dass höhere Frequenzanteile vom Tiefmitteltöner und niedrigere vom Hochtöner abgehalten werden.
In der Praxis sind sowohl Wirkungsweise als auch Aufbau der Weiche meist deutlich komplexer. Passivweichen beinhalten neben Spulen und Kondensatoren fast immer auch Widerstände – zum Beispiel, um einen höheren Wirkungsgrad des Hochtöners auszugleichen, ihn also im Pegel an die anderen Lautsprecher anzupassen. Da die Frequenztrennung auch nicht wie ein abruptes „Abschneiden“ funktioniert, überlappen einander die einzelnen Zweige stets mehr oder weniger; hier kommt die Flankensteilheit der Filter zum Tragen. Je „schärfer“ die Trennung ausfallen soll, desto mehr Bauteile werden benötigt. Je steiler die Filterflanke jedoch wird, desto ausgeprägter treten Effekte wie Phasendrehung und Überschwinger auf.
Frequenzweichen können darüber hinaus nicht nur die Grenzen der Signalbereiche festlegen, sondern auch Unregelmäßigkeiten im Frequenzgang ausgleichen, etwa über Saug- oder Sperrkreise. Selbst Breitbandlautsprecher haben meist eine Frequenzweiche – obwohl der Name in diesem Fall unsinnig erscheint, decken in solchen Boxen doch Einzelwandler näherungsweise das gesamte Spektrum ab.
Beim Aufbau einer guten Frequenzweiche ist unter anderem der Frequenzgang unter verschiedenen Abstrahlwinkeln und die Impedanz der Lautsprecher zu berücksichtigen.
Passivweichen sind bei Lautsprecherboxen die am weitesten verbreitete Form. Trotz ihres grundlegenden Einflusses auf den Klang wird seitens der Hersteller von Fertigboxen an dieser Bauteilgruppe oft gespart: geringe Kosten und einfache Montierbarkeit der Weiche stehen oft im Vordergrund, was zu weniger guten Schaltungen führt.

### Aktive Frequenzweiche
Verfügt jeder Wandler der Box über einen eigenen Verstärker, kann eine Frequenzweiche auch vor den Schallwandlern positioniert werden. Es gibt zwei verschiedene Arten von aktiven Frequenzweichen analoge Aktivweichen und digitale Aktivweichen. Mit aktiven Frequenzweichen sind neben den oben beschriebenen Funktionen auch Regelungsschleifen möglich wie die Überwachung der Membranauslenkung, um Zerstörung zu vermeiden oder Filter anzupassen. Eine richtig ausgelegte Aktivweiche ist mindestens gleichwertig, in der Regel aber deutlich besser als eine entsprechende passive Weiche.

#### Analoge Aktivweiche
Analoge Aktivweichen verwenden in den Filterstufen elektronische Verstärker. Der Vorteil ist, dass leichter und verzerrungsärmer komplexe Weichenschaltungen umgesetzt werden können.

#### Digitale Aktivweiche
Mit digitalen Weichen können flexible Filter eingesetzt werden, welche mit analogen Aktivweichen so nicht oder nur mit sehr hohem Aufwand möglich sind, beispielsweise das Einstellen von Verzögerungszeiten einzelner Wege, sehr steilflankige Filter oder die Kompensation der Raumeinflüsse.

## Membranstabilisierung
Bisweilen verfügen Lautsprecherboxen über eine Membranstabilisierung, um ungewünschte Verzerrungen durch das Ausschwingen der Membranen, insbesondere der Tieftöner zu kompensieren. Hierbei wird an der Schwingspule eine negative Lastimpedanz bzw. Eingangsimpedanz simuliert. Eine elektronische Rückkopplungskontrolle mit Messung der Membranauslenkung ist das Motional Feedback. Diese Schaltungen neigen allerdings selber zu Schwingungen, weswegen der Rückkopplungsfaktor nicht allzu hoch gewählt werden kann und die Kompensationswirkung begrenzt ist. Zudem sind derartige Rückkopplungsschaltungen bei Impulssignalen wirkungslos, da die Regelzeit fehlt. Eine auch für Transienten wirksame Kompensationsschaltung ist die patentierte TPS-Entzerrschaltung (Transducer Preset System) nach Pfleiderer, die eine in Reihe geschaltete komplette elektrodynamische Inversion des Wandlerverhaltens darstellt. Schlussendlich gibt es auch die akustische Variante des Dipol-Woofers.

## Dämmung und Dämpfung
Diese beiden Maßnahmen werden gerne verwechselt; nicht zuletzt, weil das als „Boxendämmstoff“ verkaufte Material meistens der Schalldämpfung dient.
Bei der Dämmung geht es darum, die Ausbreitung von Schall durch die Gehäusewände hindurch zu unterbinden, diese also vom Mitschwingen abzuhalten. Am wirkungsvollsten sind hier möglichst massive Gehäuse aus schwerem (dichtem) Material. Zusätzlich können innen Dämmstoffe wie Bitumenplatten, Fliesen oder Bleischrotmatten angebracht werden. Weitere Möglichkeiten sind Gehäuseversteifungen (Innenstreben) und mehrlagiger Aufbau der Wände, möglichst aus verschiedenen Materialien. In der Praxis kommen dabei meist Holzfaserplatten aus MDF oder Pressspan zum Einsatz; es gibt aber auch Gehäuse aus Aluminium, Schiefer, Beton und anderem mehr.
Die Dämpfung hingegen soll verhindern, dass bestimmte Frequenzen des membranrückseitig abgestrahlten, innen reflektierten Schalls ihren Weg nach draußen finden – durch bassverstärkende Öffnungen wie Reflexrohre, aber auch durch die Membran(en) selbst hindurch. Dämpfende Stoffe (Polyesterwatte, Schafwolle, offenporiger Schaumstoff) absorbieren die Schallenergie, indem sie sie in Wärme umwandeln. Art und Menge der gewählten Materialien hängen vom Zusammenspiel der Lautsprecher mit dem Gehäuse ab: Zu starke Dämpfung behindert die Basswiedergabe (reine Subwooferboxen zum Beispiel benötigen keine Dämpfstoffe); zugleich bewirken solche Stoffe eine virtuelle Vergrößerung des Gehäuse-Innenvolumens, was sich wiederum auf die Tieftonabstimmung der Box auswirkt.
Bei manchen Materialien kommen beide Effekte zum Tragen: Sandgefüllte Gehäusewände und Kammern etwa dämmen die Box nicht nur durch ihr Gewicht, sondern auch, weil über die Bewegung der Körner ein Teil der Energie in Wärme umgewandelt wird.
Zur Vermeidung von Resonanzen, die durch die Geometrie des Gehäuses hervorgerufen werden (stehende Wellen im Inneren), eignen sich andere Maßnahmen oft besser als die Anbringung von Dämpfungsmaterial. Neben der Vermeidung großer paralleler Flächen über schräge oder gekrümmte Wände können hier „interne Helmholtz-Absorber“ zum Einsatz kommen. Sie eignen sich vor allem zur Absorption der vertikalen Hauptresonanz bei typischen quaderförmigen Standboxen, dämpfen aber auch einzelne Stehwellen im Verlauf von Horn- und Transmissionline-Gehäusen sehr effektiv.

## Arten von Lautsprecherfronten
Die Gestaltung der Lautsprecherfront, d. h., die Form des Frontpanels wie die Lage von Grenzflächen (Kanten) des Gehäuses wirken sich, wenn sie nicht wesentlich größer als die Wellenlänge sind, entscheidend auf den Direktfrequenzgang und die Richtcharakteristik aus.
Die Auswirkungen der Lautsprecherfront auf den Frequenzgang eines ansonsten idealen Lautsprechers können bei ungünstigen Formen (die man ab und zu sogar in der Praxis findet) beträchtlich sein. Möglich sind Schwankungen im Bereich zwischen −1 dB und +10 dB. Auf einer unendlich großen Schallwand montiert, hätte der Lautsprecher einen exakt linearen Frequenzgang bei +6 dB. Kleine, kantige, zum Lautsprecher symmetrische Gehäuse sind ungünstig. Große, abgerundete oder angefaste, mit leichten Asymmetrien versehene Gehäuse zeigen einen deutlich gutmütigeren Frequenzgang, der sich vergleichsweise einfach entzerren lässt. Diese Entzerrung nennt man Schallwandentzerrung oder Baffle-Step-Entzerrung.
Eine geschickte Schallwandgestaltung führt zu einem ähnlich gutmütigen Verlauf wie der einer Kugel, der zu einem Direktschallfrequenzgang von ±0,5 dB führt. Allerdings bleibt ein negativer Effekt bestehen. Für hohe Frequenzen wird insgesamt weniger Schall in den Raum abgestrahlt als für tiefe Frequenzen, weil bei hohen Frequenzen nur der vordere Halbraum angeregt wird, bei tieferen Frequenzen dagegen der gesamte Raum.

### Flache Schallwand/Halbraum-Strahler/Vollraum-Strahler

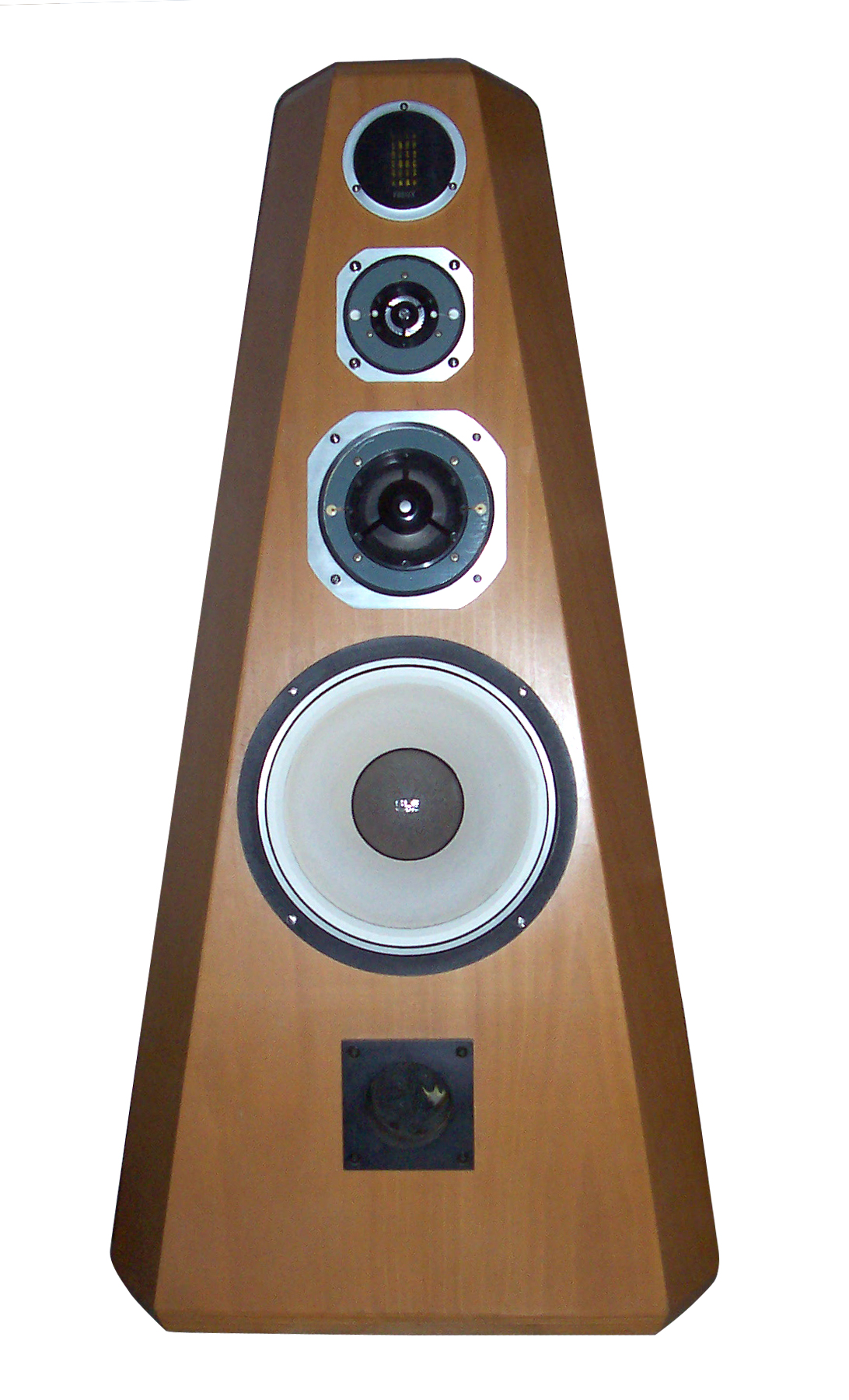
Lautsprecherbox mit pyramidenartigem Gehäuse (alte Vierwege-Konstruktion)

Lautsprecher können auf einer flachen Schallwand montiert sein. Sie sollten dabei eingelassen sein, da Kanten zu zusätzlichen Reflexionen und damit Welligkeiten des Frequenzganges führen. Ist die Schallwand wesentlich kleiner als die Wellenlänge (was z. B. meistens im Bassbereich der Fall ist), wird die Schallenergie in einen Raumwinkel von 4{\displaystyle \pi } abgestrahlt, d. h. in den Vollraum. Ist die Schallwand wesentlich größer als die Wellenlänge (was z. B. überwiegend im Hochtonbereich der Fall ist), wird die Schallenergie in einen Raumwinkel von 2{\displaystyle \pi } abgestrahlt, d. h. in den Halbraum. Der Schallpegel erhöht sich dabei um 6 dB (kohärentes Überlagern der Schallquelle und der gespiegelten Phantomschallquelle), die Schallleistung aber nur um 3 dB.
Der Übergang zwischen diesen beiden Verhaltensweisen wird als Baffle Step bezeichnet, für einen linearen Direktschallfrequenzgang muss er entzerrt werden, indem dem Lautsprecher für tiefere Frequenzen 6 dB mehr Energie zugeführt wird. Die ins Diffusfeld abgegebene Strahlungsenergie steigt dabei um 3 dB.
- Montage auf einer kleinen Schallwand:

Bei Montage eines Lautsprechers auf einer kleinen Schallwand, die nicht wesentlich größer als die Wellenlänge ist, erhält man einen sogenannten 4{\displaystyle \pi }-Strahler. Übliche Lautsprecher arbeiten im Tief- und Grundtonbereich in dieser Betriebsart.
- Montage auf Schallwand:

Bei Montage eines Lautsprechers auf einer großen Schallwand erhält man einen 2{\displaystyle \pi }-Strahler. Der Schalldruck steigt um 6 dB, die abgestrahlte Schallleistung um 3 dB.

### Wandeinbau
Die Schwankungen der Direktivität im Bass (2{\displaystyle \pi }), Grundton (4{\displaystyle \pi }) und Mittenbereich (2{\displaystyle \pi }) kann man durch wandnahe Aufstellung, Aufbau an der Wand oder Wandeinbau eliminieren. In diesem Fall ist in jedem Frequenzbereich der Lautsprecher (maximal) ein 2{\displaystyle \pi }-Strahler, d. h., er hat einen Richtfaktor von 3 dB. Allerdings muss dann die Box auf diese Aufstellung abgestimmt sein. Bei Aktiv-Monitoren ist dazu häufig ein Bass-Equalizer vorhanden (nicht zu verwechseln mit Bass-Roll-Off).

### Wave-Guide/flaches Horn
- Wave-Guide: Auch kurzes Horn genannt. Gegenüber einem 2{\displaystyle \pi }-Strahler wird die Schallabstrahlung in eine flache Mulde gelegt. Das erhöht den Kennschalldruck in dB/W/m. Geeignete Formgebung sorgt für eine konstante Bündelung im Arbeitsbereich und umgeht die Probleme der Kantendiffraktion an den Gehäusekanten.

### Klassisches (langes) Horn
- Klassische Horn-Lautsprecher: Der Lautsprecher wird über ein langes Horn an die Umgebung angekoppelt, was neben der Schallbündelung – im Gegensatz zum Waveguide – mit einer Verbesserung der Anpassung der Strahlungswiderstände verbunden ist. Mit einem Horn-Lautsprecher können sehr hohe Kennschalldrücke von > 100 dB/W/m erreicht werden, allerdings steigt – außer bei sehr großen Systemen – die Gefahr von Resonanzen und Nichtlinearitäten. Hornlautsprecher sind bei richtiger Dimensionierung zudem in der Lage, eine über die Frequenz konstante Richtwirkung zu generieren, da sie entlang des Hornverlaufes, vom Hornhals bis zum Hornmund, der Wellenfront alle Membrandurchmesser zur Verfügung stellen.

Früher besaßen Kinos Hornlautsprecher hinter der Leinwand, deren Öffnung das Format dieser besaß. Diese Systeme kamen mit ihrem hohen Wirkungsgrad der geringen Verstärkerleistung entgegen und boten zudem eine vergleichsweise hohe Tonqualität. Für Stereofonie sind sie jedoch nicht geeignet.

## Reproduktionsfehler durch Raumakustik

### Verfärbung des Direktschalls
Der auffälligste Reproduktionsfehler eines Lautsprechers ist eine Verfärbung des Direktschalls.
Um die Auswirkungen auf den Klang besser abschätzen zu können, wird üblicherweise über 1/6-Oktave gemittelt. Es interessieren dabei vor allem die Abweichungen im Bereich von 100 Hz bis 10 kHz, dort sind Werte um ±1 dB hörbar. Unterhalb von 100 Hz und oberhalb von 10 kHz lässt die Empfindlichkeit auf Pegelfehler nach, der Frequenzgang oberhalb von 15 bis 17 kHz ist nur noch von geringer Relevanz.
Für die Beurteilung des Direktschalls sollten die zur Konstruktion gehörigen Bodenreflexionen im Grundton- und Bassbereich mit berücksichtigt werden. Obwohl es sich um Diffusschall handelt, ist dieser Anteil zum einen nur sehr gering verzögert (bei 3 Meter Abstand und 80 cm Höhe des Tieftöners z. B. 0,3 ms), zum anderen spätestens bei Standboxen fester Bestandteil der Konstruktion.

### Laufzeitfehler

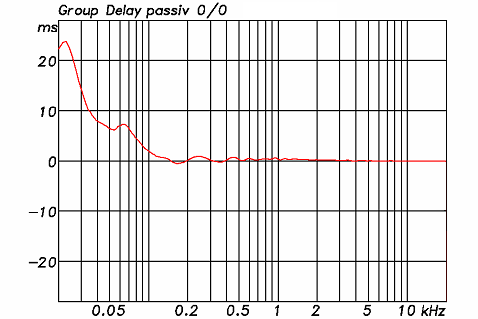
Gruppenlaufzeit eines passiven 3-Wege-Systems mit 2 Tieftönern, Tiefmitteltöner und Hochtöner

Die Wahrnehmbarkeit von Laufzeit- und Phasenfehlern ist frequenzabhängig, jedoch ist umstritten, ab welchem Betrag sie wahrnehmbar sind.

### Schmalbandige Resonanzen
Schmalbandige Resonanzen (etwa des Gehäuses) verursachen nur geringe Fehler im Direktschallfrequenzgang und in der Gruppenlaufzeit, aber hörbare Veränderungen bei Einschwingen von Musikinstrumenten.

### Doppelräumigkeit
Aufnahmen „sehen“ im Allgemeinen zwei Räume, bevor sie zum Ohr gelangen:
- Aufnahmeraum im Studio/Konzertsaal,
- Wiedergaberaum zu Hause.

Selbst wenn beide Räume den gleichen Klang haben, beeinflusst Doppelräumigkeit den Klang negativ (etwa bei einer Eigenaufnahme, die im Wohnzimmer aufgenommen und dann dort wieder abgespielt wird).
|  |  |  |

## Bi-Wiring und Bi-Amping
Lautsprecherboxen, die über mehr als einen „Weg“ verfügen (siehe weiter oben), weisen am Terminal manchmal mehr als die zwei grundsätzlich nötigen Anschlüsse – für Signal und Masse – auf. Dadurch lassen sich die einzelnen Lautsprecher wahlweise getrennt ansteuern. In der Standardkonfiguration sind die gleichpoligen Buchsen jeweils gebrückt (kurzgeschlossen); entfernt man die Verbinder, eröffnen sich zwei Möglichkeiten, nämlich Bi-Wiring und Bi-Amping. Im Grunde müssten die Betriebsarten „Multi-Wiring“ beziehungsweise „Multi-Amping“ heißen, da eine Box mehr als zwei Lautsprecher enthalten kann; in der Praxis verfügen entsprechende Terminals auch über mehr als zwei Paar Anschlüsse.

Gegenüberstellung Lautsprecheranschluss mittels Single-Wiring bzw. Bi-Wiring
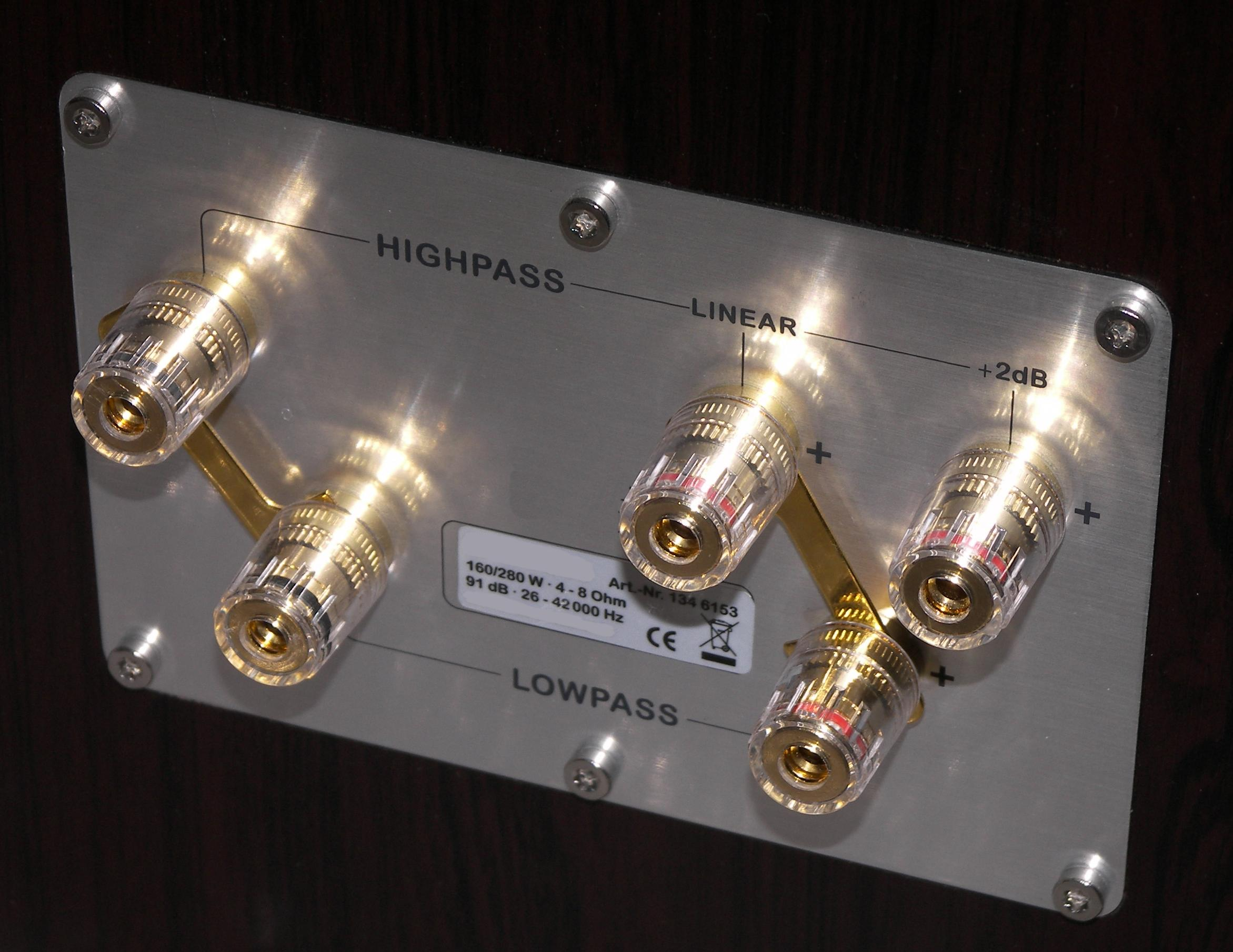
Bi-Wiring-Terminal (mit zusätzlicher Anpassungsmöglichkeit des Hochtonpegels)

### Bi-Wiring
Bi-Wiring („Doppelverkabelung“) bedeutet, jeden Lautsprecher über ein eigenes Kabel mit dem Verstärker zu verbinden. Als Vorteil einer solchen Verschaltung wird eine mögliche Verbesserung des Klangs angeführt, die jedoch nicht belegt werden kann.

### Bi-Amping
Beim Bi-Amping wird jeder Lautsprecher von einer eigenen Verstärker-Endstufe angetrieben. Es gibt die grundsätzlich verschiedenen Betriebsarten des Bi-Amping mit passiver Frequenzweiche und des Bi-Amping mit aktiver Frequenzweiche.

#### Passives Bi-Amping
Beim passiven Bi-Amping wird die passive Frequenzweiche, welche die Signalanteile den jeweiligen Lautsprecherchassis zuordnet, aufgetrennt. Jeder Zweig kann nun mit einer separaten Endstufe angesteuert werden. Bei passiven Bi-Amping ist ein Vorteil, dass das Lautstärkeverhältnis zwischen den aufgetrennten Wegen bei entsprechenden Verstärkern geregelt werden kann. Die oft propagierten hörbaren Vorteile bei passiven Bi-Amping bei unveränderten Lautstärkenverhältnis sind in der Regel messtechnisch nur in Bereichen vorhanden, die allgemein als nicht wahrnehmbar eingestuft werden. Bei Hörtests konnte bisher kein Unterschied nachgewiesen werden.

#### Aktives Bi-Amping
Beim aktiven Bi-Amping werden eine aktive Weiche vor den Endstufen in das System eingefügt und in der Regel die Endstufen direkt an die Lautsprecherchassis angeschlossen. Der Aufwand, der für eine solche Konfiguration nötig ist, ist deutlich höher als der Aufwand beim passiven Bi-Amping. In der Regel führt eine solche Umrüstung zu einer kompletten Neuabstimmung des Lautsprechers. Weiterhin ergeben sich so alle Vor- und Nachteile äquivalent zur Verwendung einer aktiven Weiche gegenüber der Verwendung einer passiven Weiche.

## Bedienungsfehler bzw. Warnhinweis
Bei HiFi-Lautsprecherboxen gibt es wegen der fehlenden Bedienelemente und der Einfachheit der Anwendung kaum Möglichkeiten der Fehlbedienung oder Beschädigung, abgesehen vom mechanischen Eindrücken der teils empfindlichen Membranen. Typisch sind jedoch in Einzelfällen bei Passivboxen überlastete bzw. durchgebrannte Hochtöner durch starke Verzerrungen (Obertöne aus Verstärker-Clipping) bei Übersteuerung mit Basssignalen. Dies tritt besonders bei Aktivierung der Loudness-Taste bei gleichzeitig stark hochgedrehtem Bass-Klangregler und hohen Abhörlautstärken auf, einer typischen Situation, wenn HiFi-Boxen bei Partys verwendet werden.